# جراحة التنظير الداخلي الأنفي
الجراحة التنظيرية الداخلية الأنفية هي تقنية غازية بأصغر شكل ممكن، تُستَخدَم بشكل رئيسي في الجراحة العصبية، وجراحة الأنف والأذن والحنجرة. يستخدم جراح الأعصاب، وجراح الأذن والأنف والحنجرة المنظار الداخلي عبر إدخاله من خلال الفتحة الأنفية لعلاج، أو إزالة الخلل الموجود في الدماغ، أو الأورام الموجودة في القاعدة الأمامية للجمجمة. عادة تُجرى المرحلة الأولية من الجراحة من قِبل جراح أذن أنف حنجرة، إذ يدخل عبر الفتحة الأنفية والعظم الوتدي، ويجري جرّاح الأعصاب بقية خطوات الجراحة التي تتضمن التعامل مع أي تجويف يحتوي على عضو عصبي مثل الغدة النخامية.

## مقدمة

### تاريخ جراحة التنظير الداخلي الأنفي
كان أنتونين جان ديسومو، وهو طبيب أخصائي في الجهاز البولي، من باريس أوّل شخص يستخدم مصطلح المنظار الداخلي، واختُرع سلف المنظار الداخلي الحديث في القرن التاسع عشر عندما طوّر فيليب بوزيني، وهو طبيب من فرانكفورت في ألمانيا أداة للرؤية داخل الجسم، وسمّى بوزيني اختراعه باسم الموصل الضوئي، أو ليتشليتر باللغة الألمانية، وكتب لاحقًا عن تجاربه على المرضى الأحياء مع هذا الجهاز الذي يتألف من عدسة عينية، وحامل وحدة الإنارة، وبعد نجاح بوزيني بدأت جامعة فيينا باستخدام الجهاز لفحص القدرة على استخدامه في مجالات الطب الأخرى، وبعد أن جاءت نتائج تجارب جهاز بوزيني المجراة على الأحياء بالسلبية، كان لا بد من إيقاف استخدامه، على أي حال استخدم ماكسيميليان نيتز، وجوزيف ليتر اختراع المصباح الكهربائي لتوماس إديسون لصنع جهاز أكثر دقة، وكان مشابهًا للمناظير الحديثة. واستُخدم في عمليات المسالك البولية، وفي النهاية بدأ أخصائيو طب الأذن والأنف والحنجرة في استخدام جهاز نيتز وليتر لمعالجة قناة استاكيوس (النفير)، وإزالة الأجسام الغريبة. بدأ استخدام المنظار في الولايات المتحدة عندما بدأ والتر مسيركلينغر بتدريس ديفيد كينيدي في مستشفى جونز هوبكنز.
بدأ استخدام الطرق الجراحية عن طريق العظم الوتدي، وداخل القحف للأورام النخامية في القرن التاسع عشر، ولكن دون نجاح يذكر. نشر جيرارد جويوت النهج الجراحي عبر العظم الوتدي الذي أصبح فيما بعد جزءًا من النهج الجراحي العصبي، ومع ذلك فقد توقف هو نفسه عن استخدام هذه التقنية بسبب عدم كفاية الرؤية. في أواخر السبعينيات من القرن الماضي استخدم جراحو الأعصاب أسلوب التنظير الداخلي الأنفي لتحسين الجراحة المجهرية التي سمحت لهم بمشاهدة الأشياء خارج مجال نظرهم. يعتبر جراح آخر هو أكسل بيرنيزكي رائدًا في استخدام المنظار في جراحة الأعصاب. قال بيرنيزكي إن التنظير الداخلي «حسّن من القدرة على أخذ عيّنات التشريح المجهري التي لا تكون واضحة عادة في المجهر.»

### مجموعة أدوات المنظار الداخلي
يتكون المنظار من حزمة من الألياف الزجاجية المُستخدمة لإضاءة الضوء البارد، وإطار ميكانيكي، ومركبّ بصري يسمح بالرؤية من أربع زوايا مختلفة: الدرجة 0 للنظر للأمام بشكل مستقيم، والدرجة 30 للنظر إلى المستوى الأمامي، والدرجة 90 للنظر للجهة الوحشية، والدرجة 120 للنظر إلى الوراء. بالنسبة لجراحة التنظير الداخلي الأنفي تُستخدم المناظير الصلبة ذات العدسات العاكسة لجودة أفضل للرؤية؛ لأن هذه المناظير أصغر من المطلوبة في حالات التنظير الداخلي للقولون. يحتوي المنظار على عدسات للجراح، ولكن نادرًا ما تُستخدم لأنها تتطلب أن يكون الجراح في وضع ثابت. بدلاً من ذلك، تبثّ كاميرا مُرفقة بالجهاز فيديو يعرض الساحة الجراحية.

## النقاط المهمة في التخطيط للجراحة
يجب أن تتشارك عدة تخصّصات لتحديد الخطة الجراحية الكاملة. وتشمل: أخصائي الغدد الصم، وأخصائي الأعصاب، وأخصائي طب العيون، وأخصائي جراحة الأعصاب، وأخصائي أمراض الأنف والأذن والحنجرة.

### دور أخصائي الغدد الصم
يشارك أخصائي الغدد الصم في التحضير لجراحة التنظير الداخلي الأنفي فقط في حال كان الورم موجودًا على الغدة النخامية. يُعالَج الورم أولاً من الناحية الدوائية بطريقتين: التحكم في مستويات الهرمونات التي تفرزها الغدة النخامية، وتقليل حجم الورم. إذا لم تنجح هذه الطريقة عندها يُحال المريض إلى الجراحة. الأنواع الرئيسية لأورام الغدة النخامية هي:
- الأورام المُفرزة لهرمون البرولاكتين (PRL): وهي أكثر أورام الغدة النخامية شيوعًا. وهي مرتبطة بالعقم، واضطراب الوظيفة الجنسية للغدد التناسلية؛ لأنها تزيد من إفراز البرولاكتين. أحد الأدوية التي يستخدمها أخصائي الغدد الصم هو البروموكريبتين (BRC)، الذي يعمل على إعادة مستويات هرمون البرولاكتين إلى حدوده الطبيعية، وثبت أنه يؤدي إلى انكماش الورم أيضًا. تشمل الأدوية الأخرى لعلاج أورام البرولاكتين الكينغولايد (CV) أو الكابرجولين (CAB) التي تعمل كمضادات دوبامين (D2). عادةً ما تُجرى الجراحة التنظيرية الداخلية الأنفية كملاذ أخير عندما يكون الورم مقاومًا للأدوية، أو عندما لا يظهر أي انكماش للورم، أو عندما لا تعود مستويات البرولاكتين إلى حدودها الطبيعية بعد العلاج.[3]
- الأورام المفرزة لهرمون النمو: حالة نادرة جدًا ناتجة عن زيادة إفراز هرمون النمو. يوجد حاليًا أقل من 400 ألف حالة في جميع أنحاء العالم، ونحو 30 ألف حالة جديدة كل عام. على الرغم من ندرة هذه الحالة، فإن هذه الأورام تشكل 16% من أورام الغدة النخامية المُستأصَلة، وينتج عن الورم عادةً تضخم في الأطراف، أو اعتلال مفصلي، أو فرط التعرق، أو تغيرات في ملامح الوجه، أو تورم الأنسجة الرخوة، أو الصداع، أو التغيرات في الساحة البصرية، أو قصور الغدة النخامية. نظرًا لأن العلاج الدوائي لم يكن له تأثير يذكر على هذه الأورام، فإن الجراحة عبر العظم الوتدي لإزالة جزء من الغدة النخامية هي الخيار الأول للعلاج.[3]
- الأورام المفرزة للهرمون المنبه للدرق (TSH): حالة نادرة أخرى تمثل فقط 1% من العمليات الجراحية المُجراة على الغدة النخامية،  يحدث فيها زيادة في إفراز الهرمون المنبه للغدة الدرقية. يسبب الورم فرطًا في نشاط الغدة الدرقية، وسيؤدي ذلك إلى صداع واضطرابات في الساحة البصرية. على الرغم من أن الجراحة هي الخطوة الأولى من العلاج، لكنها لا تؤدي إلى شفاء المريض عادة. بعد الجراحة يُعالَج المرضى من خلال إعطائهم أدوية نظائر السوماتوستاتين، وهو نوع من العلاج باستخدام الهرمونات البديلة، لأن الأورام المرتبطة بالهرمون المنبه للدرق تزيد من التعبير عن مستقبلات السوماتوستاتين.[3]
- الأورام المفرزة للهرمون الموجّه لقشر الكظر (ACTH): هذا الورم هو نتيجة لزيادة إفراز الهرمون الموجه لقشر الكظر، ما يؤدي إلى متلازمة كوشينغ. للدواء تأثير ضئيل على الحالة، وبالتالي الجراحة هي الخيار الأفضل. ينتج عن استئصال الورم معدل شفاء يتراوح بين 80% و90%.

### دور أخصائي التصوير العصبي
يلتقط أخصائي الأشعة العصبية صورًا للحالة، بشكل يكون فيه الجراح مستعدًا لما يمكن حدوثه أثناء الجراحة مسبقًا. ويشمل ذلك تعريف الآفة أو الورم، والسيطرة على آثار العلاج الطبي، وتحديد الحيّز الذي تشغله الآفات، والتحقق من إزالة الآفات. تشمل الآفات المرتبطة بالجراحة التنظيرية الداخلية الأنفية:
- الورم الغدي الميكروي النخامي.
- ورم الغدة النخامية الكبير.
- كيسات راتكه المشقوقة.
- داء التهاب الغدة النخامية.
- النقائل إلى الغدة النخامية.
- السرج الفارغ.
- الورم القحفي البلعومي.
- الأورام السحائية.
- الأورام الدبقية التصالبية (على التصالب البصري)، و المهادية.
- أورام الخلايا الجنسية.
- الورم العابي على الحدبة الرمادية.
- الخراجات العنكبوتية.
- الأورام العصبية على العصب مثلث التوائم.

### دور طبيب العيون
تغزو بعض الأورام فوق السرج التركي صهريج التصالبة مسببة ضعفًا في البصر. في هذه الحالات يحافظ أخصائي طب العيون على الصحة البصرية عن طريق إعطاء العلاج قبل الجراحة، وتقديم المشورة للتقنيات الجراحية المناسبة بشكل لا يكون فيه العصب البصري في خطر، والعناية بالعيون بعد الجراحة. تشمل المشاكل الشائعة:
- عيوب الساحة البصرية.
- انخفاض الفعالية البصرية.
- الجهد المستحث البصري (VEP).
- عمى الألوان.
- ضعف حركات العين.

## الأساليب الجراحية المُتّبعة للوصول إلى قاعدة الجمجمة الأمامية

### النهج عبر الأنف
تُستَخدم جراحة التنظير الداخلي الأنفي عندما يحتاج الجراح إلى الوصول إلى سقف التجويف الأنفي، أو المَحدَر (السطح العظمي الذي يشكل الجدار الأمامي للحفرة الخلفية للقحف)، أو السطح السني لفقرة المحور (الفقرة الرقبية الثانية). يستخدم هذا الأسلوب لإزالة الورم العصبي، أو ساركومة الغضروف، أو الآفات الالتهابية للمحدر، أو ورم خبيث في منطقة العمود الفقري الرقبي. يُزال الحاجز الأمامي أو الحاجز الخلفي بشكل يستطيع فيه الجراح استخدام كلا جانبَي الأنف. يمكن استخدام جانب واحد للمجهر، والجانب الآخر للأداة الجراحية، أو يمكن استخدام كلا الجانبين للأدوات الجراحية.

### النهج عبر العظم الوتدي
هذا النهج هو الأسلوب الأفضل، والأكثر  شيوعًا في جراحة التنظير الداخلي الأنفي، ووُصف لأول مرة في عام 1910 من قِبل هارفي كوشينغ وأوسكار هيرش. يسمح هذا الإجراء للجراح بالوصول إلى السرج التركي، والسرج هو المكان الذي تسكن فيه الغدة النخامية. في ظل الظروف العادية، يستخدم الجراح هذه الطريقة مع مريض مصاب بورم الغدة النخامية. يبدأ الجراح مع النهج عبر الأنف قبل استخدام النهج عبر العظم الوتدي، يسمح ذلك بالوصول إلى الفوهة الوتدية، والجيوب الوتدية، إذ تقع الفوهة الوتدية على السطح الأمامي للجيوب الوتدية. بعد ذلك، يُزال كل من الجدار الأمامي، ومنقار العظم الوتدي للسماح للجراح برؤية بانورامية للمنطقة الجراحية. يتطلب هذا الإجراء أيضًا إزالة الحاجز الخلفي للسماح باستخدام كلا المِنخَرين لإدخال الأدوات أثناء الجراحة. هناك العديد من مثلثات الأوعية الدموية التي تجتاز هذه المنطقة، وهي مناطق حساسة للغاية من الأوعية الدموية التي يمكن أن تسبب الموت إذا أصيبت. يستخدم الجراح التصوير المجسم، ودوبلر صغير لتصوّر الساحة الجراحية.
يُستخدم اختراع المنظار الداخلي ذو الزاوية لتجاوز السرج التركي إلى المنطقة فوق السرج. يحدث ذلك عبر استخدام أربع طرق إضافية، أولاً تُستخدم مقاربات عبر الحديبة، وعبر المستوى الأمامي من أجل الوصول إلى الصهريج فوق السرج التركي. ثم تُستخدم الطريقة بالاتجاه الوحشي للوصول إلى الجيب الكهفي الأنسي، ورأس عظم الصخرة. أخيرًا، تُستخدم الطريقة بالاتجاه السفلي للوصول إلى المحدر العلوي. من المهم معالجة مثلث برينزسكي بعناية؛ إذ يحتوي هذا المثلث على أعصاب عينية، وشرايين دماغية، والعصب القحفي الثالث، والسويقة النخامية. أي ضرر قد يلحق بأي من عناصر هذا المثلث من الممكن أن يسبب نتائج خطيرة بعد الجراحة.